# Botung (Kotanopan)
Botung is een bestuurslaag in het regentschap Mandailing Natal van de provincie Noord-Sumatra, Indonesië. Botung telt 993 inwoners (volkstelling 2010).